# Tabu Ley Rochereau
Pascal-Emmanuel Sinamoyi Tabu, noto come Tabu Ley Rochereau (13 novembre 1940 – Bruxelles, 30 novembre 2013), è stato un cantante della Repubblica Democratica del Congo.

## Discografia parziale
- 1985 - Omona Wapi (con Franco)
- 1989 - Babeti Soukous (con Afrisa International Orchestra)
- 1991 - Man from Kinshasa